# Kansas Nights
Kansas Nights (Original: The Locusts) ist ein US-amerikanisches Filmdrama aus dem Jahr 1997. Regie führte John Patrick Kelley, der auch das Drehbuch verfasste. Vince Vaughn, Kate Capshaw und Ashley Judd sind in den Hauptrollen zu sehen.

## Handlung
Die Handlung spielt in den 1960er Jahren. Clay Hewitt kommt auf der Suche nach Arbeit in eine Kleinstadt in Kansas. Er wird bei der verwitweten Farmbesitzerin Delilah Ashford Potts eingestellt. Delilah hat einen Sohn, Joseph, der fast nie spricht und bereits psychiatrisch behandelt wurde.
Hewitt lernt Kitty kennen, mit der er eine Beziehung eingeht. Auch Delilah, die für ihre Männerabenteuer berüchtigt ist, zeigt Interesse an ihrem Arbeiter.

## Kritiken
Roger Ebert schrieb in der Chicago Sun-Times vom 1. Oktober 1997, der Film sei eher „absurd“ als „schlecht“. Man habe nicht den Eindruck, die Filmautoren seien inkompetent oder nicht talentiert. Die Darsteller seien mit den „Ikonen“ der 1950er Jahre vergleichbar, was als Lob gemeint sei. Das ganze Projekt belaste die „überreizte“ und „hanebüchene“ Handlung.
Jack Mathews verspottete in der Los Angeles Times vom 3. Oktober 2007 das „unverschämt abgelagerte“ Drehbuch als einen Beitrag für den „ersten Fürchterlicher Tennessee Williams Wettbewerb“. Der Film sei ein „gequältes Melodrama“, eine Fabel über „sexuelle Tyrannei und Ambivalenz“. Vaughn bringe in seine Rolle „Aufrichtigkeit“; Judd spiele eine der undankbarsten Rollen ihrer Karriere, in der sie kaum mehr als sexy wirken und lächeln müsse.

## Auszeichnungen
John Patrick Kelley wurde im Jahr 1997 für den Grand Special Prize des Deauville Film Festivals und im Jahr 1998 für den Grand Prix des Paris Film Festivals nominiert. Ashley Judd gewann im Jahr 1998 den Lone Star Film & Television Award.

## Hintergründe
Der Film wurde in Houston und in einigen anderen Orten in Texas gedreht. Seine Weltpremiere fand am 28. August 1997 auf den Internationalen Filmfestspielen von Venedig statt. Der Film wurde in den USA seit dem 3. Oktober 1997 in vier Kinos vorgeführt, in den er ca. 10 Tsd. US-Dollar einspielte. In den meisten Ländern wurde er direkt auf Video veröffentlicht.